# Żegocin (powiat pleszewski)

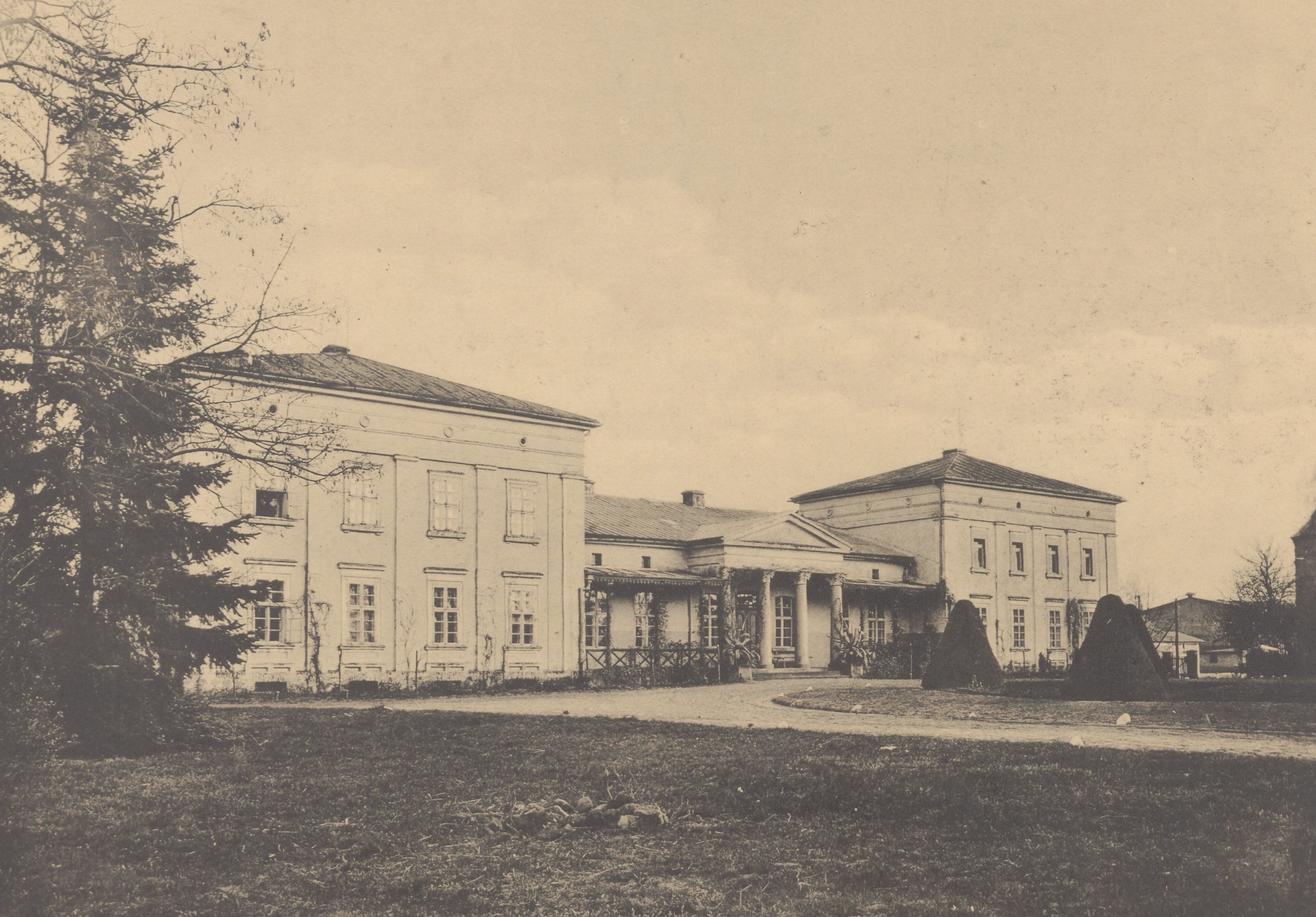
Widok pałacu przed 1912

Żegocin – wieś w Polsce położona w województwie wielkopolskim, w powiecie pleszewskim, w gminie Czermin.
W latach 1975–1998 miejscowość należała administracyjnie do województwa kaliskiego.

## Charakterystyka geograficzna
Żegocin położony jest na Nizinie Południowowielkopolskiej (Wysoczyzna Kaliska), na lewym brzegu doliny rzeki Prosny, w gminie Czermin, 19 km na północ od Pleszewa. Rzeźba terenu, ukształtowana pod wpływem zlodowacenia środkowopolskiego, warunkuje małe sumy roczne opadów – poniżej 500 mm, przy stosunkowo dużej cyrkulacji temperatury. Przeważającą część ziemi uprawnej stanowią brunatnoziemy o gliniastym podłożu; okres wegetacji trwa średnio 200 dni.
Miejscowość otoczona jest polami. Od strony południowej granicę widnokręgu wyznacza las, część wschodnią ogranicza wpadający do Garbocza i dalej do Prosny ciek wodny zwany Strugą.
Prosna, będąca lewym dopływem Warty, ma blisko 217 km długości. W okolicach Żegocina sięga 1,5 m głębokości, szerokość dochodzi do 10 m. Rzeka stanowi jeden z najważniejszych czynników kształtujących krajobraz niziny. Linię brzegową porasta bujna roślinność – głównie wierzby i brzozy. Ze względu na poważne zanieczyszczenie i postępujące zubożenie ichtiologiczne, utraciła Prosna strategiczne znaczenie w lokalnej gospodarce.
Problem zanieczyszczeń dotyczy również położonych na północno-wschodnich obrzeżach miejscowości stawów, które przed laty były źródłem wody pitnej oraz miejscem hodowli karpi. Obecnie poziom wody w zbiornikach determinowany jest porą roku.
Żegocin jest osadą ściśle rolniczą, choć od kilku dziesięcioleci obserwuje się stopniową migrację ludności oraz zmianę źródła utrzymania mieszkańców. Gospodarstwa rolne rzadko stanowią główne źródło dochodu żegocinian – drobni rolnicy coraz częściej podejmują działalność dodatkową; rozwija się sztuka ludowa i agroturystyka.

## Historia osadnictwa
Pierwszą wzmiankę o miejscowości datowano dotychczas na rok 1410. W czasie prac nad monografią, odkryte zostały jednak nowe fakty, co pozwoliło przyjąć rok 1391 jako historyczne początki Żegocina. Geneza nazwy wsi nie jest jasna – pochodzi prawdopodobnie od słowiańskiego imienia Żegota, które występuje w źródłach już na początku XII w. Późniejsza forma nazwy – Rzegocin, to zaszłość XIX-wieczna, będąca wynikiem nieświadomości jej pochodzenia.
Zgodnie ze spisywaną przez ks. Tymoteusza Kałubę Kroniką Parafialną, w 1521 r. Żegocin należał do Bartłomieja z Suchorzewskich (już wówczas na terenie wsi działała szkoła!). Ród sprawował pieczę nad miejscowością do 1639 r., kiedy z rąk Zygmunta wykupił ją Łukasz Jemiołkowski.
Od 1695 r. właścicielami Żegocina byli: Mikołaj z Wybranowa Swiniarski (herbu Poraj), starosta liwski i Anna z Lisowskich. Około 1720 r. zarząd nad majątkiem przejął Andrzej Gajewski, kasztelan koczarski, do którego należały również dobra Błociszewo i Borzęciszki.
Od 1783 r. dziedziczką majątku została Izabella z Mycielskich Gajewska, kasztelanowa nakielska, wdowa po Antonim – staroście kościańskim. Następnie objął dziedzictwo Wiktor – hrabia szołdrski, po nim – Nepomucena Radońska. W 1835 r. nabył Żegocin Józef Pruski, w 1839 – Pelagia Pruska.
W 1879 r., za spłaty rodzinne, wykupił Żegocin z rąk rodu Pruskich Józef Chłapowski, który zarządzał majątkiem wraz z żoną – Teofilą z domu Woroniecką. Utraciwszy jedynego dziedzica, Chłapowscy powierzyli majątek bratanicy Józefa – Józefie, zamężnej hr. Łubieńskiemu.
Źródła materialne, w postaci odkrytych w 1955 r. grobów całopalnych oraz – w 1993 r. – naczyń ceramicznych, transponują początki tradycji osadniczej (ludności kultury pomorskiej) obszaru na połowę I tysiąclecia przed Chrystusem. Rozmieszczone na znacznej przestrzeni ułamki naczyń, pozwalają przypuszczać istnienie rozległego cmentarzyska. Przeprowadzone w pradolinie Prosny dodatkowe badania powierzchniowe, wskazują na ślady gęstego osadnictwa na tym obszarze już od czasów młodszej epoki kamienia.
W 1993 r. Stanisław i Piotr Słonińscy odkryli w przydomowym ogrodzie fragmenty ceramicznego naczynia blisko stulitrowej pojemności. W ciągu prac odsłonięto obok drugie, nieco mniejsze naczynie, zniszczone jednak w dużym stopniu przez przekop drenarski. Obydwa grubościenne naczynia zasobowe zdobione są w części górnej plastycznymi opaskami.

## Parafia Żegocin
Pierwsza informacja o parafii Żegocin pochodzi z 8 sierpnia 1415 r., kiedy to wzmiankuje się o wikariuszu Stanisławie z Żegocina jako świadku w konsystorzu gnieźnieńskim. Do 1992 r. należał Żegocin do archidiecezji gnieźnieńskiej. Był początkowo częścią dekanatu pleszewskiego; w 1919 przyłączony został do dekanatu czermińskiego, a sama miejscowość stała się jego główną siedzibą.
Obszar terytorialny parafii ulegał na przestrzeni wieków nieustannym zmianom. Początkowo stanowił integralną całość z umiejscowionym centralnie kościołem, z upływem czasu utworzyły się jednak liczne enklawy, nierzadko oddalone od świątyni o kilka kilometrów.
Duży wpływ na ukształtowanie granic parafii miał czas zaborów. W 1820 r. podlegały kościołowi w Żegocinie miejscowości: Żbiki, Łęg, Wieczyn, Ruda Wieczyńska oraz Obory.
Na mocy postanowień kongresu wiedeńskiego część parafii została włączona w skład Wielkiego Księstwa Poznańskiego, pozostała część – do Królestwa Polskiego. Na mocy dekretu z 20 marca 1820 r. przyłączone zostały czasowo: Grab i Robaków. Obory i Ruda Wieczyńska weszły w skład parafii Szymanowice.
Rok 1911 przyniósł kolejną zmianę terytorialną, co wiązało się z działalnością Komisji Kolonizacyjnej. Na żądanie katolików niemieckich wzniesiony został kościół w Wieczynie, a sama miejscowość przestała podlegać Żegocinowi. W latach 1930–1950 żegocińska parafia obejmowała swym zasięgiem: Grab, Robaków, część Łęgu, Sierszewa i Wieczyna oraz Żbiki i Żegocin.
W 1950 r., na skutek wystosowanego przez sierszewian listu, Kuria Arcybiskupia dokonała oddzielenia Sierszewa od Żegocina, przyłączając w zamian część Pieruszyc oraz tereny podlegające wcześniej parafii Czermin.
Przeprowadzone zmiany wywołały jednak wśród wiernych fale niezadowolenia. Po trzykrotnych petycjach do Kurii, dekretem z 21 lipca 1952 r., ponownie włączono domostwa od Makowskiego po dom dla ubogich w skład parafii Strzydzew.
Odrębny problem stanowiła nowo powstała parafia w Wieczynie. Ze względu na kłopoty z utrzymaniem plebanii, władze duchowne postanowiły w 1965 r. podporządkować wieczyńskimu kościołowi znajdujące się przy drodze z Pieruszyc do Grabiu domostwa, wcześniej będące częścią parafii Żegocin. Stan powyższy utrzymywał się do 1973 r., kiedy cały Wieczyn został włączony do parafii macierzystej.
Ostatecznie w 1991 r. granice żegocińskiej parafii obejmowały: Grab, Robaków, część Łęgu, Żegocin, Żbiki, część Pieruszyc oraz Grab i Robaków jako enklawy.
11 listopada 2022 roku Szkoła Podstawowa w Żegocinie otrzymała sztandar i imię powstańców wielkopolskich.